# Herivelto Martins Filho
Herivelto de Oliveira Martins Filho, ou simplesmente Herivelto Martins Filho (Rio de Janeiro, 6 de abril de 1958) é um médico,  ex-ator, cantor, letrista, compositor e musicista brasileiro.

## Biografia
Herivelto Martins Filho é filho da aeromoça Lourdes Nura Torelly e do cantor Herivelto Martins. É irmão direto da atriz Yaçanã Martins, e por parte de pai do cantor Pery Ribeiro e do produtor Ubiratan Martins.
No início dos anos 70, Herivelto seguiu os passos do pai, atuando na TV Globo, fazendo fotonovelas e gravando disco. O menino loiro de olhos azuis conquistou o público pela sua atuação nas novelas Minha Doce Namorada (1971), O Primeiro Amor e Uma Rosa Com Amor (1972).
Depois, Herivelto decidiu abandonar a carreira artística, dedicando-se à Medicina.
Atualmente trabalha como cirurgião em Aracaju, no Sergipe e em Dourados em Minas Gerais onde vive ao lado da esposa Jaqueline e dos filhos André, Luca e Mirna.